# Jinny Steffan
Jinny Steffan, all'anagrafe Juana Eugenia Steffan (San Juan, 3 aprile 1953), è un'attrice, showgirl e ballerina italiana.

## Biografia
Di origine tedesca da parte di padre e italiana da parte di madre, cresce in Argentina, per trasferirsi poi con la famiglia in Italia negli anni settanta. Fattasi notare per la sua bellezza, debutta nel 1976 in Quelle strane occasioni, film ad episodi, interpretando la parte della ragazzina svedese che seduce Nino Manfredi nell'episodio Il cavalluccio svedese diretto da Luigi Magni.
Viene poi chiamata da Pippo Baudo per il programma abbinato alla Lotteria Italia nel 1977, Secondo voi: affianca altri tre giovani, Fioretta Mari, Tullio Solenghi e Beppe Grillo, e si mette in luce anche come showgirl e ballerina, qualità che le consentono di debuttare anche nel teatro leggero nel decennio successivo; nel 1978 ha una parte di rilievo nello sceneggiato giallo Doppia Indagine. Tra gli spettacoli a cui partecipa in seguito è da ricordare Quell'impareggiabile mr. Landru per la regia di Enzo Trapani (stagione 1981-1982). Nel 1985 è tra le conduttrici della manifestazione musicale Azzurro, trasmessa in quella edizione da Italia 1. Nel 1986 interpreta in Yuppies - I giovani di successo e in Yuppies 2 la parte di Gioietta, la moglie di Lorenzo (Massimo Boldi). Recita con Isa Barzizza in Fiori di zucca nel 1989.
Dal 1998 entra nel cast di Un medico in famiglia, dalla prima stagione, interpretando il personaggio di Irma Palombi, la direttrice di Radio Tua, presso cui lavora Alice; Irma interagisce anche con la famiglia Martini e si innamorerà di Giulio (Ugo Dighero) ed i due avranno un bambino. Questo ruolo rafforza la popolarità della Steffan, che continua anche l'attività teatrale; nel 2003 affianca Johnny Dorelli nello spettacolo musicale Do You Like Las Vegas.

## Filmografia

### Cinema

Jinny Steffan in Yuppies 2 (1986)

- Oh, Serafina!. regia di Alberto Lattuada (1976)
- Quelle strane occasioni, regia di Luigi Magni, episodio "Il cavalluccio svedese" (1976)
- Mystère, regia di Carlo Vanzina (1983)
- Yuppies - I giovani di successo, regia di Carlo Vanzina (1986)
- Yuppies 2, regia di Enrico Oldoini (1986)
- Fiori di zucca, regia di Stefano Pomilia (1989)
- Casablanca Express, regia di Sergio Martino (1989)
- Il sole buio, regia di Damiano Damiani (1990)
- L'amico del cuore, regia di Vincenzo Salemme (1998)
- I riconciliati, regia di Rosalía Polizzi (2000)
- Il segreto del giaguaro, regia di Antonello Fassari (2000)
- L'ultimo cielo, regia di Simone Petralia – cortometraggio (2011)
- Invisibile, regia di Max Nardari – cortometraggio (2018)

### Televisione

Jinny Steffan con il conduttore televisivo Jocelyn (1985)

- Doppia indagine, regia di Flaminio Bollini – miniserie TV (1978)
- ...e la vita continua, regia di Dino Risi – miniserie TV (1984)
- Voglia di cantare, regia di Vittorio Sindoni – miniserie TV (1985)
- Due assi per un turbo, regia di Stelvio Massi – serie TV, episodio 1x02 (1987)
- Turno di notte – serie TV, episodi 1x08-1x12 (1987)
- Edera – serial TV, 22 episodi (1992)
- Linda e il brigadiere – serie TV, episodio 2x01 (1998)
- Finalmente soli – serie TV, episodio 1x08 (1999)
- Un medico in famiglia – serie TV, 19 episodi (2000; 2011)
- Don Matteo – serie TV, episodio 3x08 (2002)
- Trilussa - Storia d'amore e di poesia, regia di Lodovico Gasparini – film TV (2013)
- Un passo dal cielo – serie TV, episodio 5x05 (2019)

## Discografia

### 45 giri
- 1978 – Cumparsita dance/Serenade to Cripton (Durium, DE 2969) (come Jinny and The Flamboyants)